# قولكاند

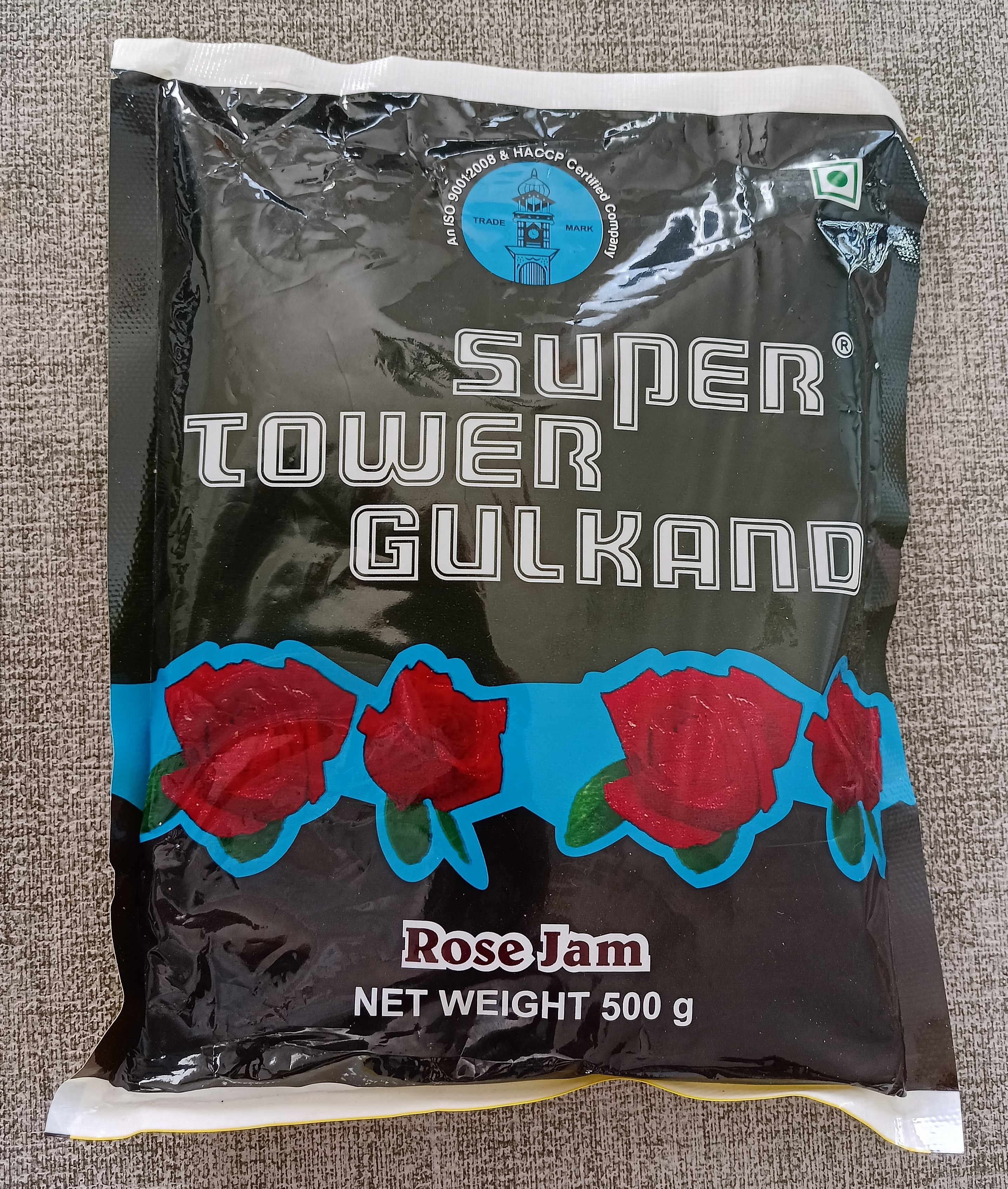
مغلف من الجولكاند

قولقاند (مكتوب أيضًا جول كاند أو جول قند ) عبارة عن نوع المربى مكون من بتلات الورد نشأ في شبه القارة الهندية، يطبخ بحرارة الشمس لعدة أيام. المصطلح مشتق من اللغة الفارسية. جول (ورد) و قند (سكر / حلو).  

## طريقة التحضير

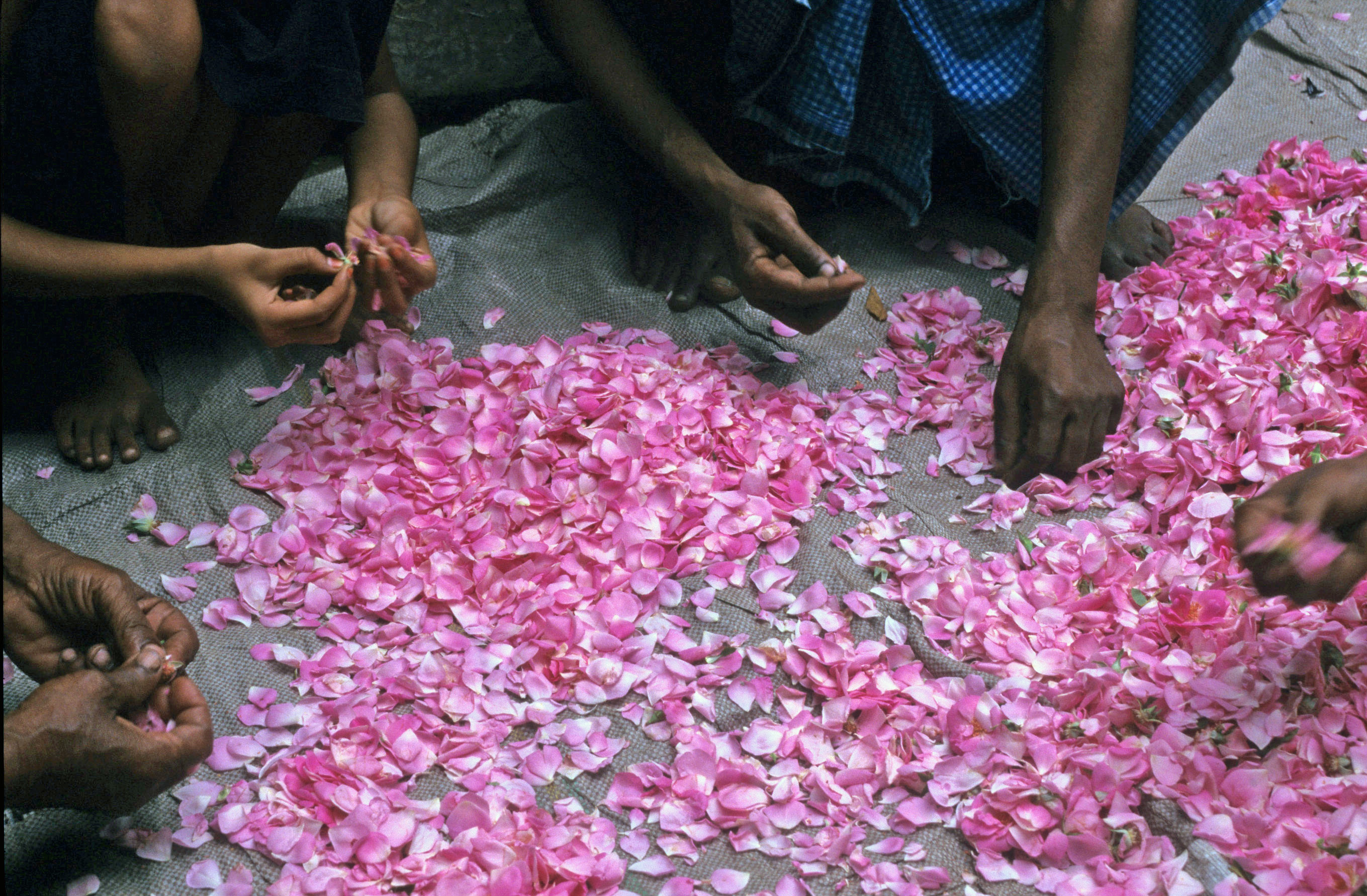
يتم تحضير بتلات الورد للجولكاند

تقليديا، يتم تحضير مربى الجولكاند بالورد الدمشقي .  تشمل الأنواع الأخرى الشائعة من الورود المستخدمة في تحصير مربى قولكاند الورد الصيني والورد الفرنسي وورد الملفوف .  يتم تحضيره باستخدام بتلات الورد الوردي الخاصة ويتم مزجه مع السكر قصب السكر حسب الوصفة التقليدية يتم طهي بتلات الورد ببطء مع السكر، يثخن قوام العصير ويصل لنقطة التماسك . 

## يستخدم في الطب التقليدي
يستخدم جولكاند في نظام الطب اليوناني كمنشط و مبرد لحرارة الجسم.  كما أنه يستخدم في الطب الهندي والطب العربي والقديم والطب الفارسي للمساعدة في الاختلالات الجسدية. 